# Красная Горка (Струго-Красненский район)
Кра́сная Го́рка — деревня в Струго-Красненском районе Псковской области России. Входит в состав сельского поселения «Новосельская волость».

## География
Находится на северо-востоке региона, в южной части района, в лесной местности вблизи р. Курея, около нежилой деревни Серебрено.
Уличная сеть представлена улицами ул. Дружбы и ул. Молодёжная.

## История
Первое упоминание — 1498 г. как дер. Горка Квашенкина Щирского погоста Шелонской пятины (Ефимов 2007).
С 1941 г. — в фашистской оккупации. 2 ноября 1943 г. деревню сожгли фашисты.
Согласно Закону Псковской области от 28 февраля 2005 года деревня Красная Горка вошла в состав образованного муниципального образования Новосельская волость.

## Население
| 2001 | 2002 | 2010 | 2011 |
| ---- | ---- | ---- | ---- |
| 32   | ↗36  | ↘32  | ↘30  |

## Инфраструктура
Квашеногорский сельский клуб (1959, 1960), Красногорский сельский клуб (1967). Квашеногорская сельская библиотека (1960). Лавка (1885). Квашенкино-Горская школа Императорского воспитательного дома (открыта в 1883 году, 1892).
Почтовое отделение, обслуживающее д. Красная Горка, — 181130; расположено в районном центре п. Новоселье.

## Транспорт
Деревня доступна по автодороге 58Н-036, а также по просёлочным дорогам.
Остановка «Красная Горка», ходят (на декабрь 2019) маршрутные автобусы 105, 492а.